# Петрозаводский 103-й пехотный полк

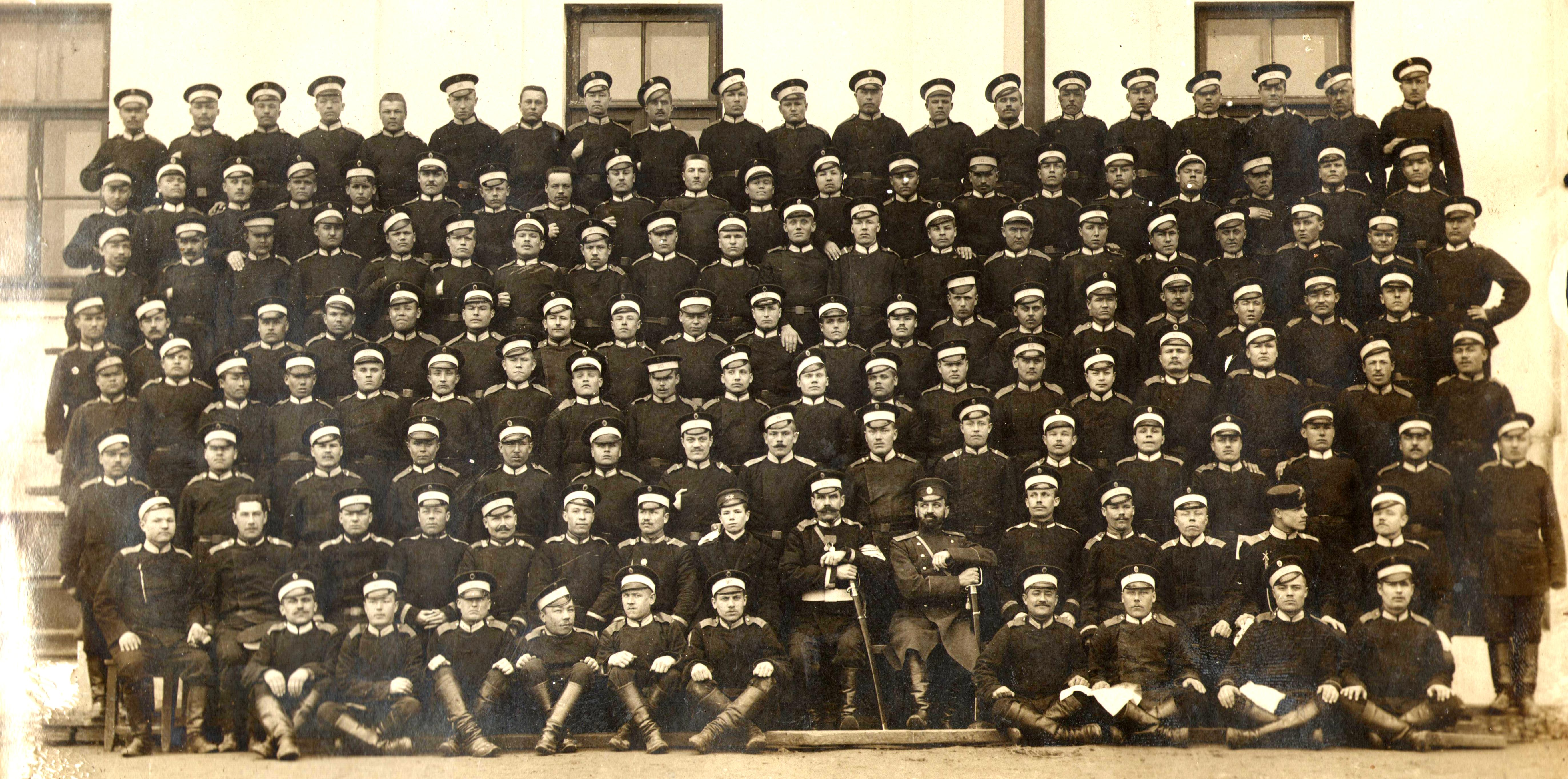

103-й пехотный Петрозаводский полк — пехотная воинская часть Русской императорской армии.
Полковой праздник — 8 ноября.

## Формирование и кампании полка
Петрозаводский полк ведёт своё начало от 20-го егерского полка, который был сформирован полковником Нейдгардтом в Олонце 16 мая 1803 года из 11 рот, отчисленных от разных егерских полков, в составе трёх батальонов.
20-й егерский полк принимал участие в кампании 1805 года в Померании, затем сражался с французами в Восточной Пруссии и со шведами в Готландской экспедиции. 16 февраля 1808 года полку были пожалованы две Георгиевские трубы с надписью «За отличие в течение кампании 1807 г. против французов».
В Отечественную войну 1812 года полк принимал участие во всех важнейших сражениях, в том числе в Бородинской битве. За оказанные в Отечественную войну подвиги мужества полку 13 апреля 1813 года были пожалованы знаки на кивера с надписью «За отличие» и поход за военное отличие. После изгнания Наполеона полк находился в Заграничном походе.
30 августа 1815 года полк был назван 1-м егерским, и 23 мая 1828 года ему были пожалованы знамёна.
В 1831 году полк сражался в Польше против повстанцев.
28 января 1833 года, при общем переформировании армейской пехоты 1-й (бывший 20-й) егерский полк был присоединён к Нарвскому пехотному полку и составил его 3-й, 4-й и 6-й резервный батальоны.
6 апреля 1863 года из 4-го резервного батальона и бессрочно-отпускных Нарвского полка был сформирован двухбатальонный Нарвский резервный пехотный полк, который 13 августа 1863 года назван Петрозаводским пехотным полком и приведён в состав трёх батальонов с тремя стрелковыми ротами. 25 марта 1864 года полк получил № 103.
Во время войны с Турцией в 1877—1878 годах Петрозаводский полк находился в Рущукском отряде и сперва занимал Чаиркиойскую позицию, а при переходе через Балканы вошёл в состав бокового отряда, прикрывавшего Твердицкий перевал. 17 апреля 1878 года полку были пожалованы Георгиевские знамёна с надписью «За отличие в Турецкую войну 1877 и 1878 гг.».
7 апреля 1879 года сформирован 4-й батальон. 16 мая 1903 года, в день 100-летнего юбилея, полку было пожаловано новое Георгиевское знамя с дополнительной надписью «1803—1903» и с Александровской юбилейной лентой.

## Знаки отличия полка
- Георгиевское знамя с надписью «За отличие в Турецкую войну 1877 и 1878 гг.» и «1803—1903», с Александровской юбилейной лентой.
- Серебряные трубы с надписью «3а отличие в течение кампании 1807 г. против французов».
- Знаки на головные уборы с надписью «За отличие».
- Поход за военное отличие.

Три последних отличия унаследованы от 20-го егерского полка.

## Командиры
Командиров 20-го егерского полка и Нарвского пехотного полка см. в соответствующих статьях.
- 06.05.1863[1] — 26.10.1868 — полковник Брант, Карл Иванович
- 26.10.1868 — 22.01.1872 — полковник Соболевский, Алексей Львович
- 22.01.1872 — 18.01.1879 — полковник Шульгин, Михаил Михайлович
- 18.01.1879 — 14.01.1884 — полковник Щетинин, Орест Васильевич
- 08.02.1884 — 27.08.1885 — полковник Бялый, Владимир Леонардович
- 05.09.1885 — 19.09.1890 — полковник Чистяков, Пётр Максимович
- 03.10.1890 — 07.01.1894 — полковник Байков, Лев Матвеевич[2]
- 19.01.1894 — 12.08.1897 — полковник Михайлов, Николай Григорьевич
- 18.08.1897 — 19.03.1898 — полковник Маврин, Алексей Алексеевич
- 16.12.1899 — 23.02.1904 — полковник Вебель, Фердинанд Маврикиевич
- 19.03.1904 — 13.12.1908 — полковник Мольский, Адольф Рафаилович
- 13.12.1908 — 16.11.1914 — полковник Алексеев, Михаил Павлович
- 22.11.1914 — 30.01.1916 — полковник (с 06.12.1915 генерал-майор) Ефимов, Николай Павлович
- 22.02.1916 — 08.02.1917 — полковник Гордеев, Александр Дмитриевич
- 31.03.1917 — 03.03.1918 — полковник Коробицын, Константин Николаевич

### Известные люди, служившие в полку
- Жебрак-Русанович, Михаил Антонович — русский военный и общественный деятель, полковник.